# Myrrhis clavata
Myrrhis clavata är en flockblommig växtart som beskrevs av Spreng.. Myrrhis clavata ingår i släktet spanskkörvlar, och familjen flockblommiga växter. Inga underarter finns listade i Catalogue of Life.